# ГЕС Алдер
ГЕС Алдер — гідроелектростанція у штаті Вашингтон (Сполучені Штати Америки). Знаходячись перед ГЕС Ла-Гранде, становить верхній ступінь каскаду на річці Ніскуаллі, яка впадає до затоки П'юджет-Саунд (пов'язана з Тихим океаном через протоку Хуан-де-Фука).
У межах проекту річку перекрили бетонною арковою греблею висотою від тальвегу 87 метрів (від підошви фундаменту — 101 метр), довжиною 488 метрів та товщиною від 5 (по гребеню) до 36 (по основі) метрів, яка потребувала 321 тис. м3 матеріалу. Вона утримує витягнуте по долині Ніскуаллі на 11 км водосховище з площею поверхні 12,4 км2 та об'ємом 199 млн м3, в якому припустиме коливання рівня у операційному режимі між позначками 340 та 368 метрів НРМ.
Через водоводи діаметром по 3 метри ресурс подається до пригреблевого машинного залу, обладнаного двома турбінами потужністю по 25 МВт. При напорі від 54 до 83 метрів вони забезпечують виробництво 228 млн кВт-год електроенергії на рік.
Видача продукції відбувається по ЛЕП, розраховані на роботу під напругою 115 кВ.